# یادگیری مفهومی
یادگیری مفهومی (انگلیسی: Concept learning) که به‌عنوان یادگیری مقوله‌ای، دستیابی به مفهوم و شکل‌گیری مفهوم نیز شناخته می‌شود، مقوله‌های ذهنی هستند که به ما کمک می‌کنند اشیاء، رویدادها یا ایده‌ها را طبقه‌بندی کنیم، بر اساس این درک که هر شی، رویداد یا ایده دارای مجموعه‌ای از ویژگی‌های مرتبط مشترک است؛ بنابراین، یادگیری مفهومی راهبردی است که یادگیرنده را ملزم می‌کند تا گروه‌ها یا مقوله‌هایی که دارای ویژگی‌های مرتبط با مفهوم هستند، با گروه‌ها یا دسته‌هایی که دارای ویژگی‌های مرتبط با مفهوم نیستند، را مقایسه کند.